# دی‌برید تیتانیم
دی‌برید تیتانیم (به انگلیسی: Titanium diboride) با فرمول شیمیایی TiB۲ یک ترکیب شیمیایی است. که جرم مولی آن ۶۹٫۴۸۹ g/mol می‌باشد. شکل ظاهری این ترکیب، گاز بی‌رنگ است.